# Bac (bateau)
Pour les articles homonymes, voir Bac.

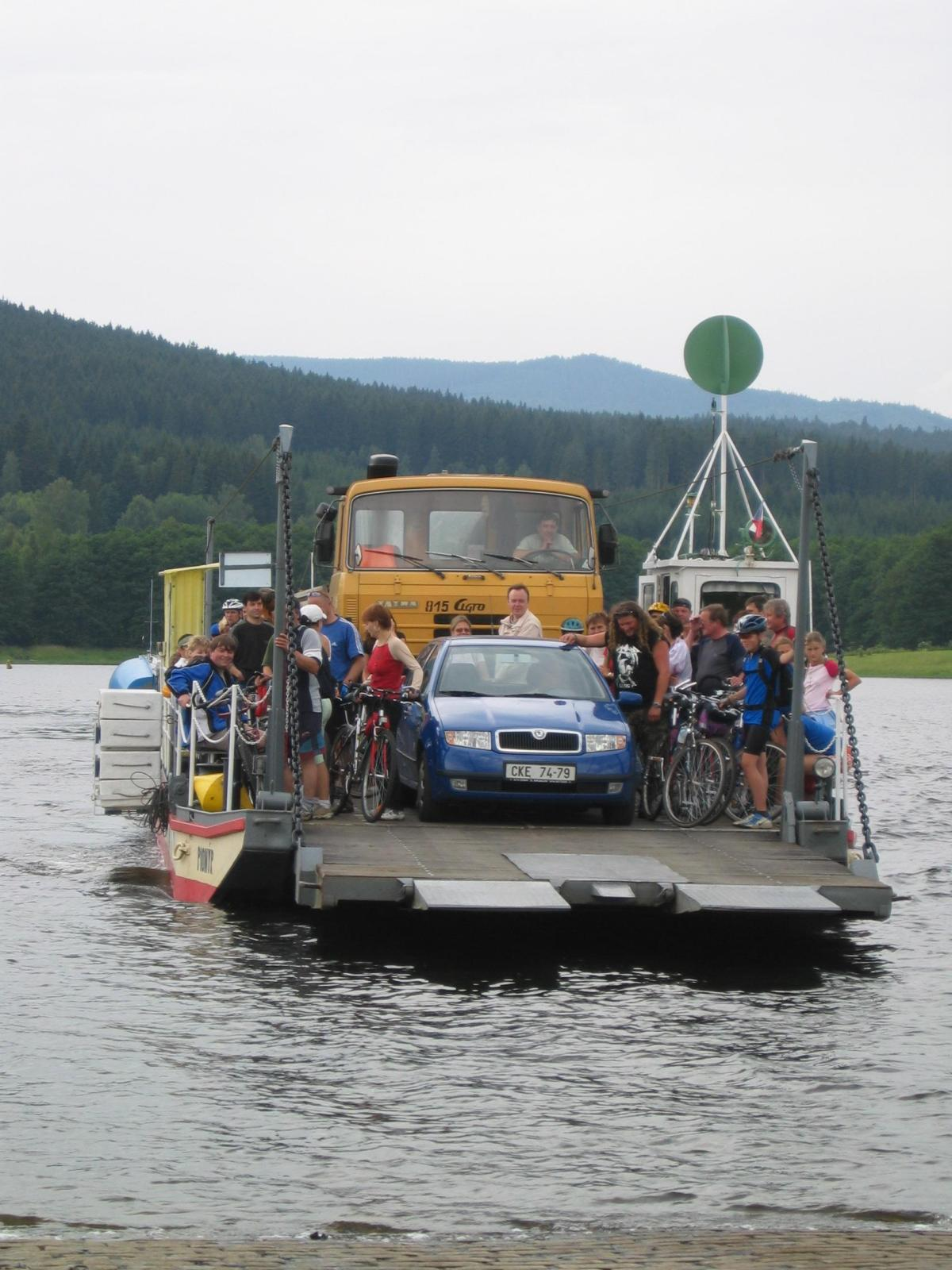
Traversée par bac du lac artificiel de Lipno (République tchèque).

Un bac est un type de bateau à fond plat utilisé pour traverser un cours d'eau, un lac, un estuaire ou un bras de mer.

## Description
Les bacs sont utilisés pour faire passer des personnes ou des véhicules d'une rive à l'autre d'un fleuve ou d'un lac, dans les zones où la construction d'un pont n'a pas été possible ou économiquement justifiée. De nos jours et lorsque le trafic le justifie, ils sont remplacés en particulier dans les estuaires par les grands ponts suspendus ou à haubans que la technique moderne permet de lancer à une hauteur suffisante pour ne pas entraver le trafic fluvio-maritime.
De par son architecture et son hydrodynamisme, le bac ne peut théoriquement être utilisé que sur des lacs, des marigots ou des grands cours d'eau très calmes comme on en trouve, par exemple, en Afrique occidentale. Néanmoins, certains bacs ont été utilisés en mer, par exemple, en Charente-Maritime ; avant la construction du pont de l'île de Ré, des bacs assuraient la liaison entre le continent, La Pallice, et la pointe est de l'île (voir la galerie ci-dessous).
Par extension, certains navires ont été dénommés « bac », sans en avoir les caractéristiques (pas de fond plat), simplement parce qu'ils assuraient le même service que certains bacs. Ils sont souvent appelés ferry-boats, ou traversiers au Canada francophone.
Le bac à traille est un bac d'un type particulier utilisant un câble tendu entre les deux points à relier, utilisé surtout en Afrique pour traverser des fleuves ou cours d'eau peu importants.
Les bacs remplissent une fonction de service public et à ce titre, leur fonctionnement est souvent pris en charge au moins partiellement par les collectivités locales.

## Galerie

Les bacs dans le monde
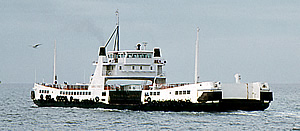
Un des derniers bacs de l'île de Ré.
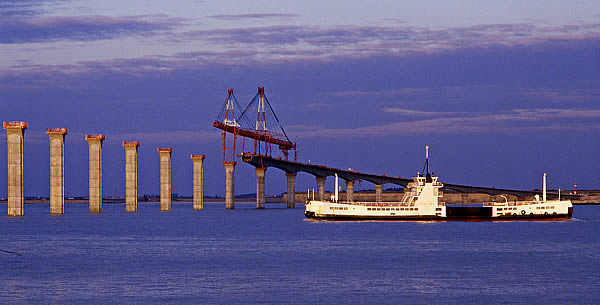
Passage du bac Maréchal de Thoiras pendant la construction du pont de l'Île de Ré (11/1987)
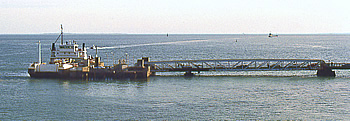
L'appontement (no 2) des bacs de l'île de Ré, (chargement latéral).
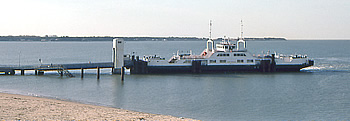
L'appontement (no 3 et dernier)  pour les bacs amphidromes de l'île de Ré, (chargement par une des extrémités du bac)
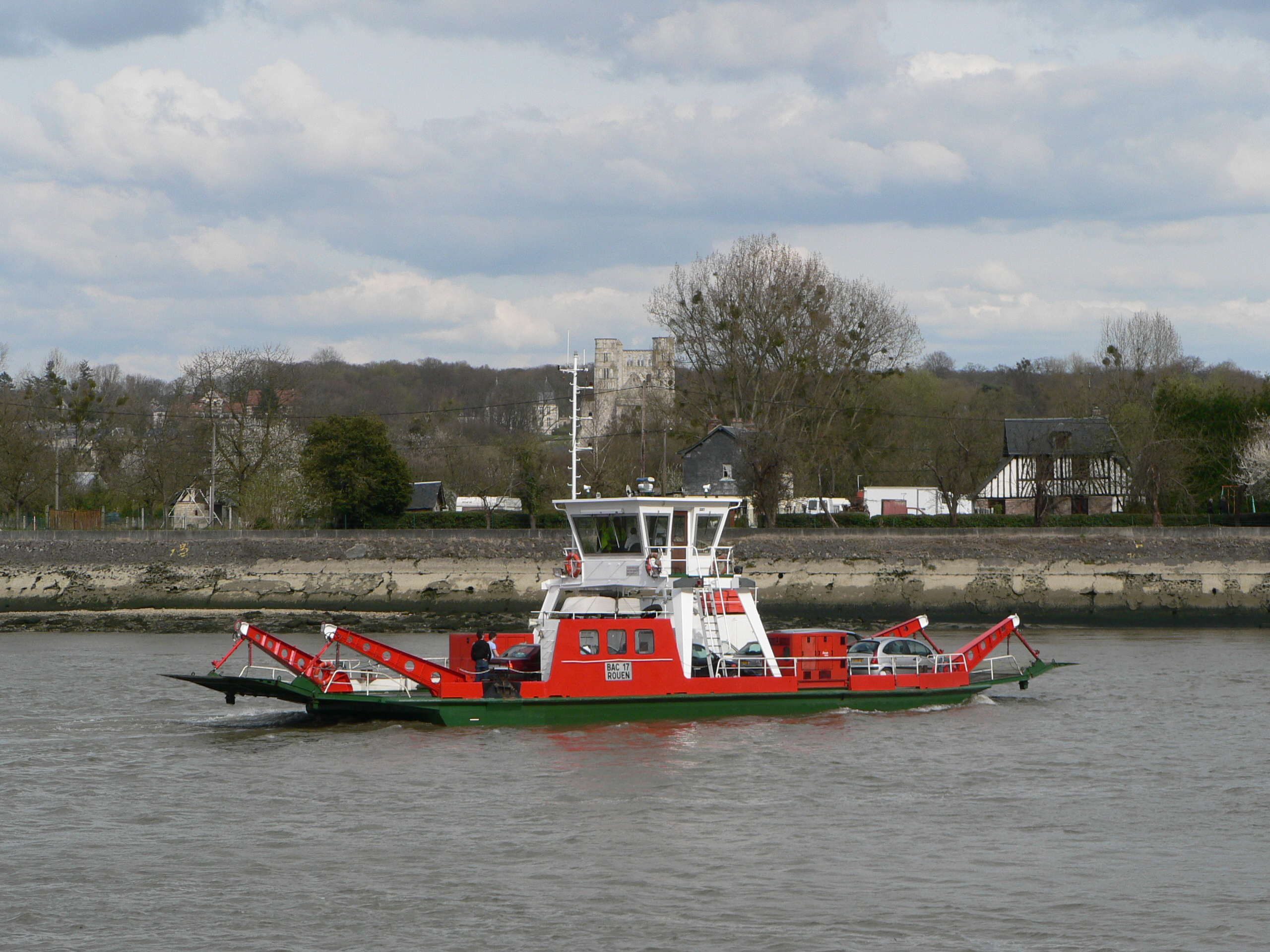
Bac fluvial de Jumièges sur la Seine (bac départemental de la Seine-Maritime).
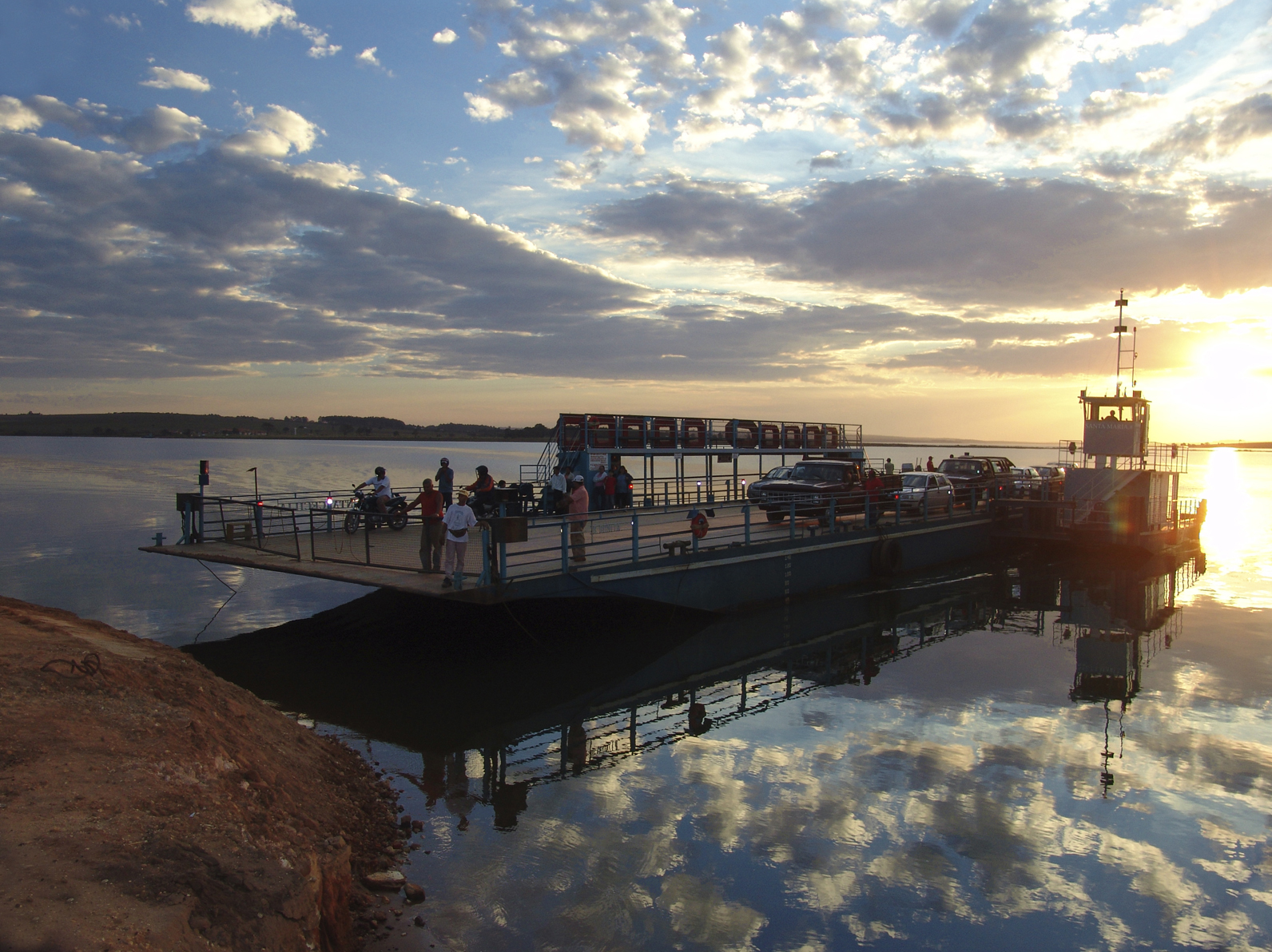
Bac sur la rivière Paranapanema, Brésil.
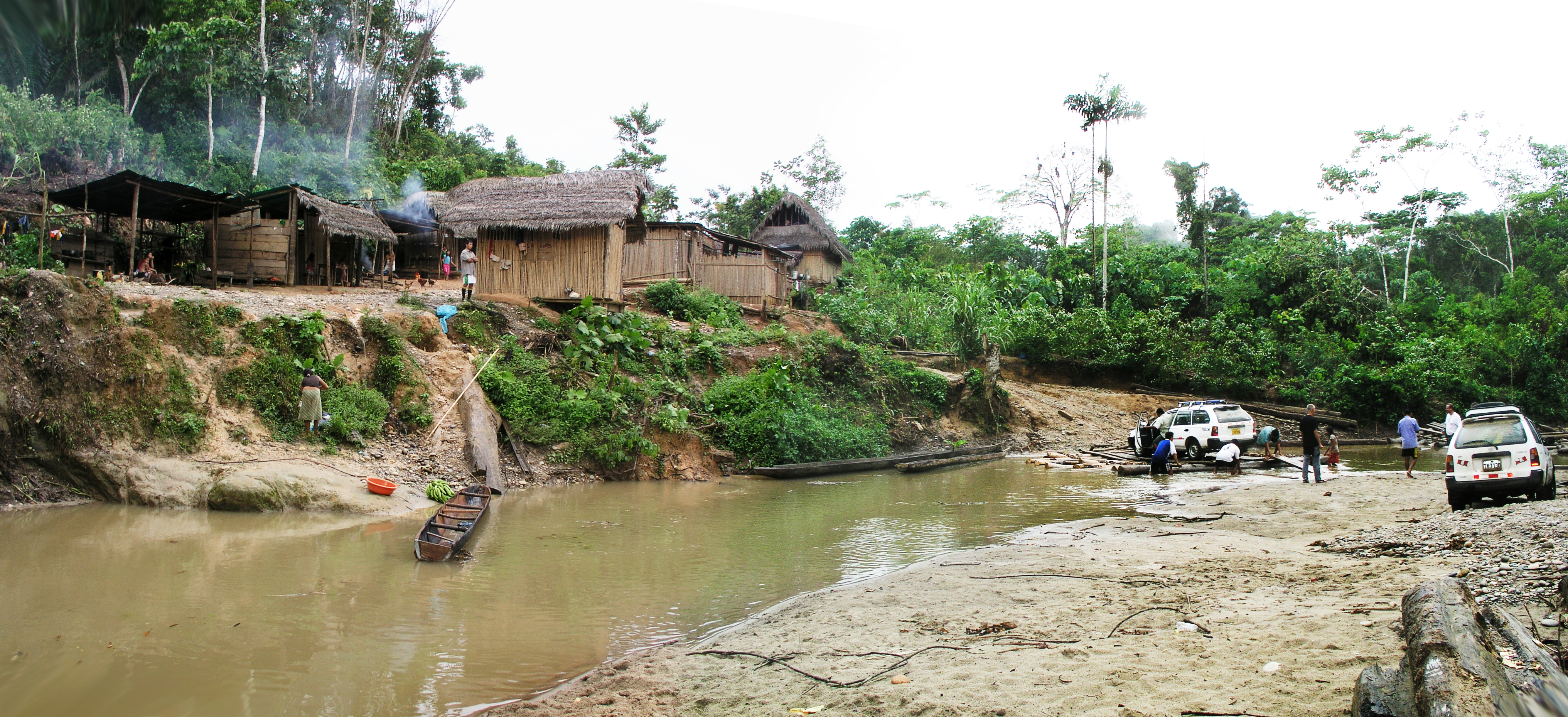
Traversée de la Quebrada de Yahuahua, Nieva, Condorcanqui, Amazonas, Pérou.
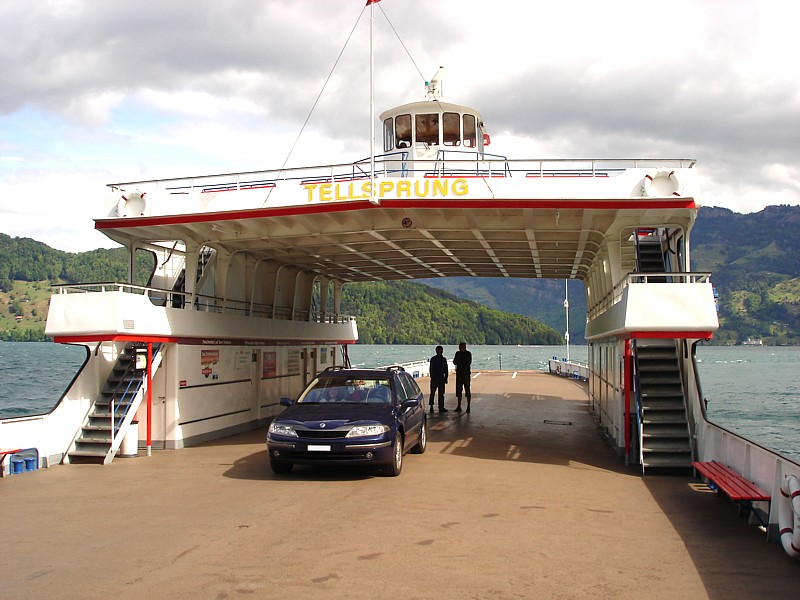
Bac Tellsprung 2 entre Gersau et Beckenried sur le lac des Quatre Cantons (Suisse).
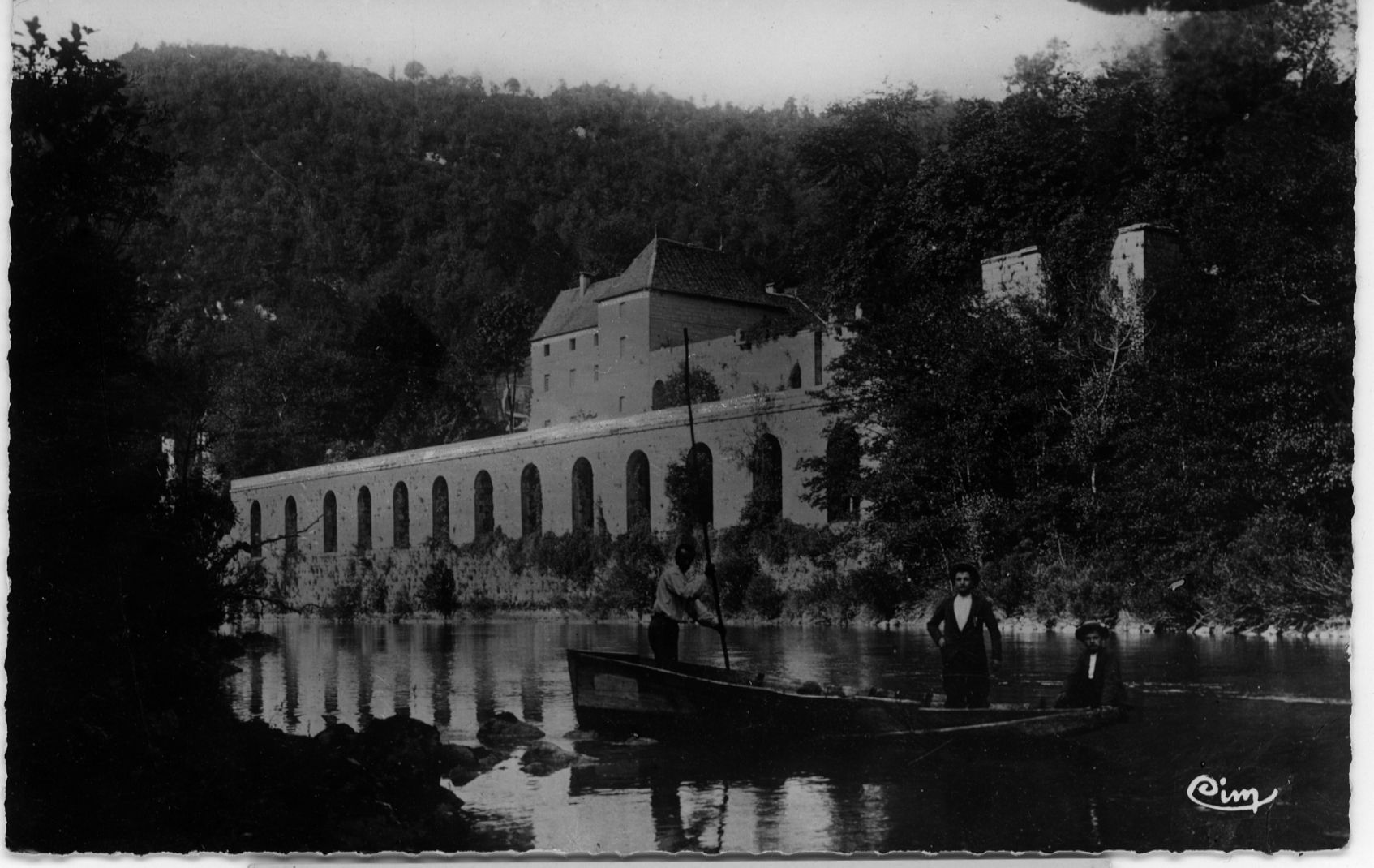
Chartreuse de Vaucluse reliée par bac, Jura.
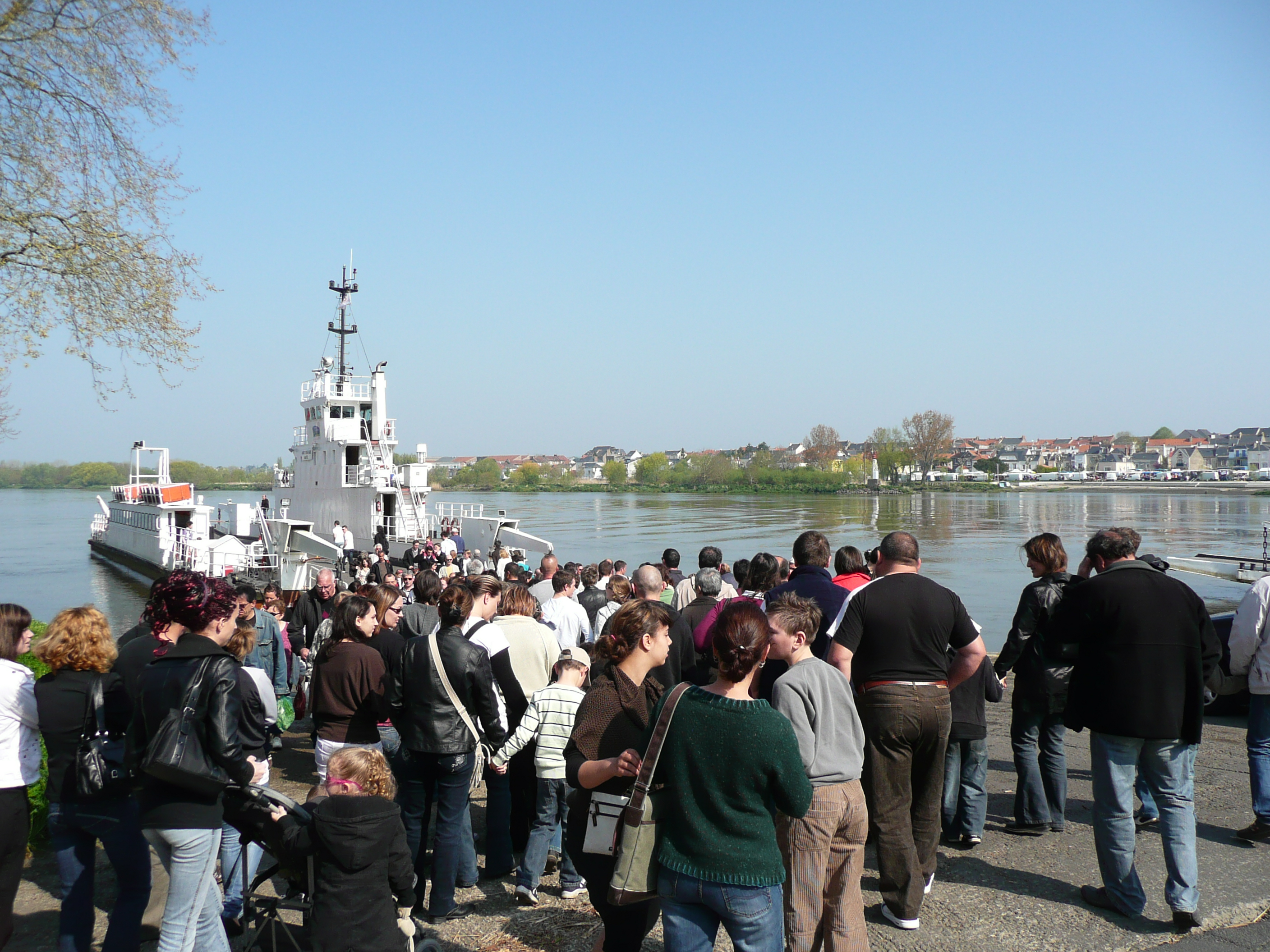
Anne de Bretagne entre Basse-Indre et Indret.
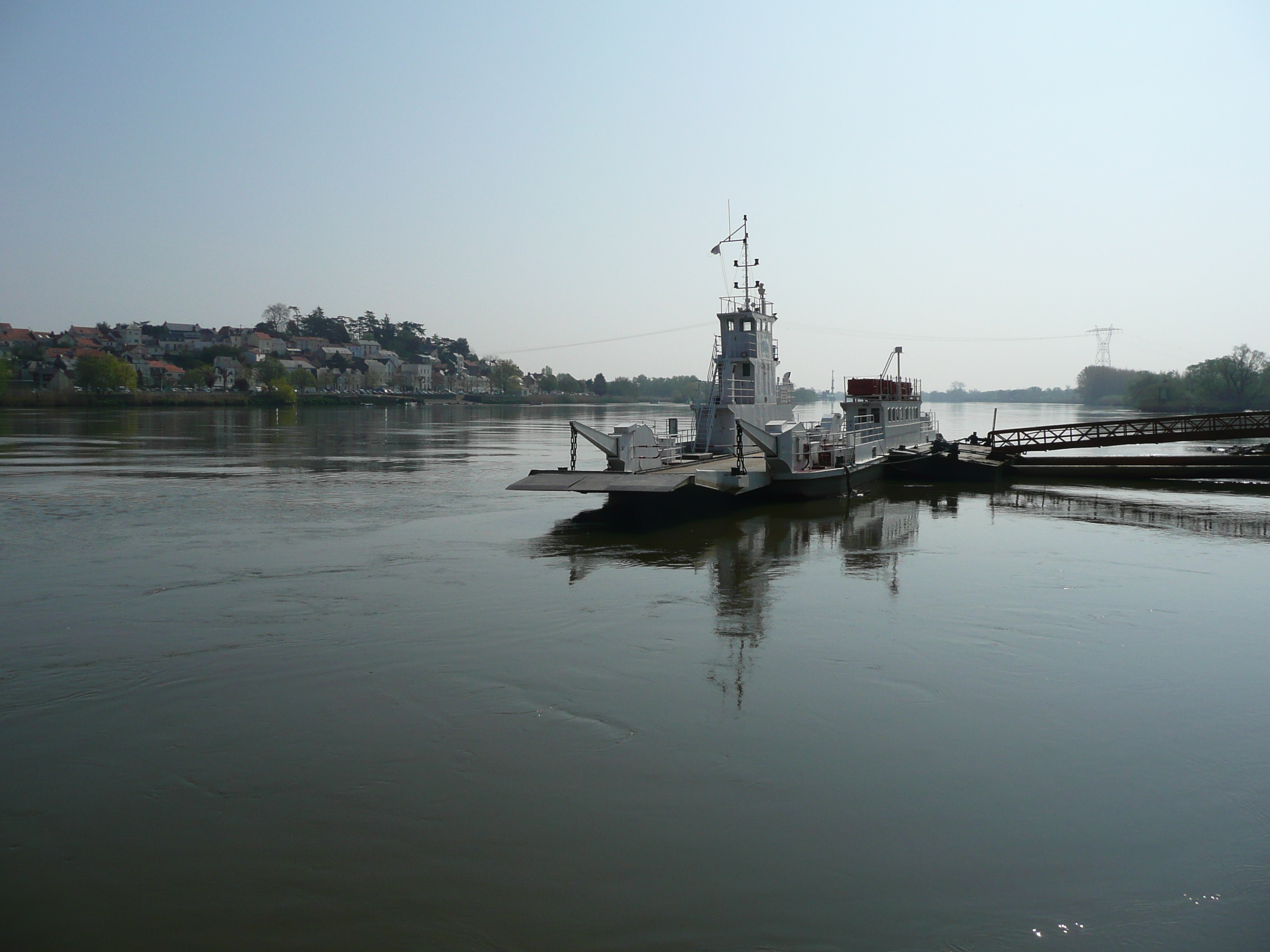
François II entre Basse-Indre et Indret.
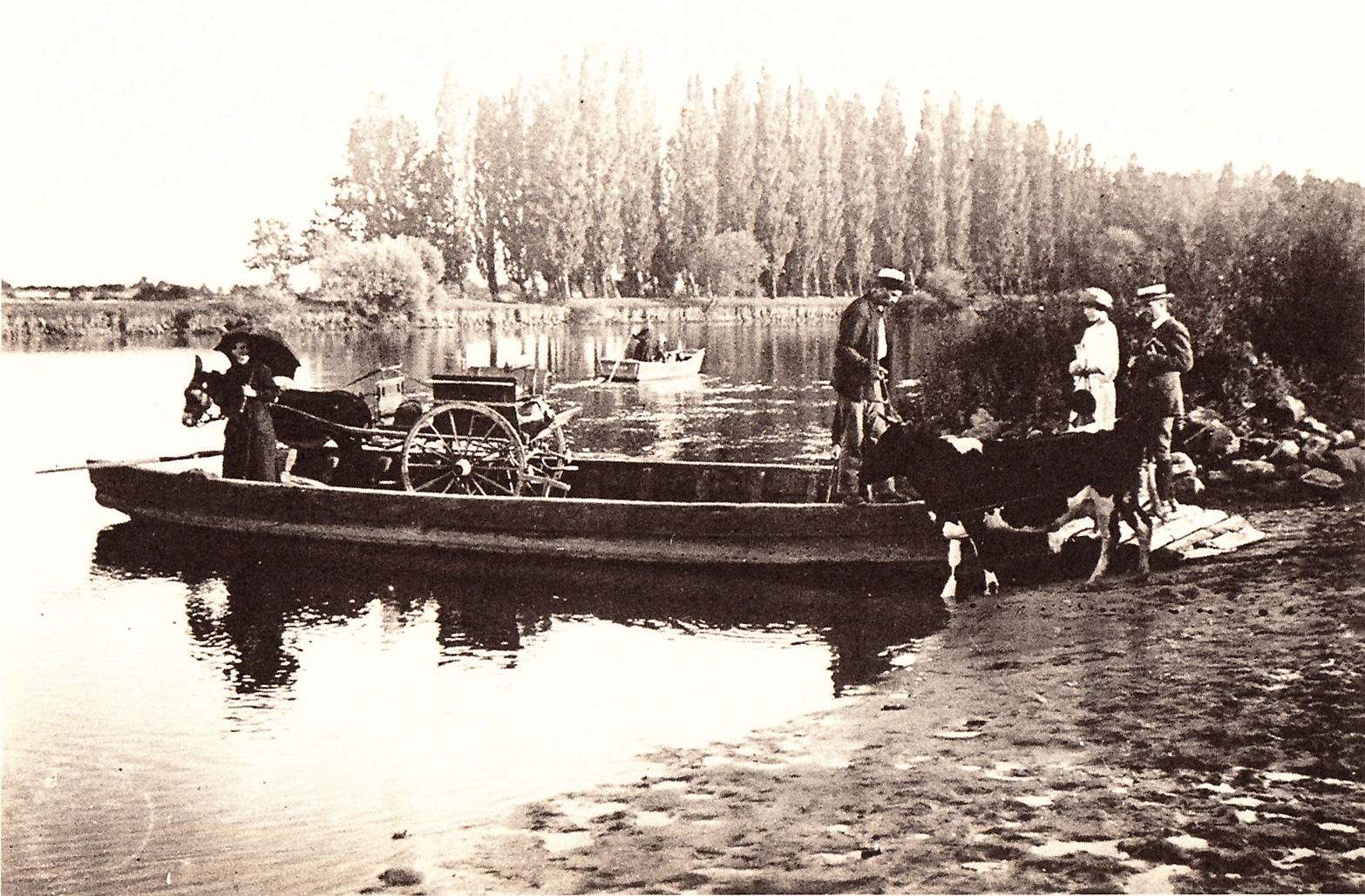
Le bac de Saubusse en pays d'Orthe
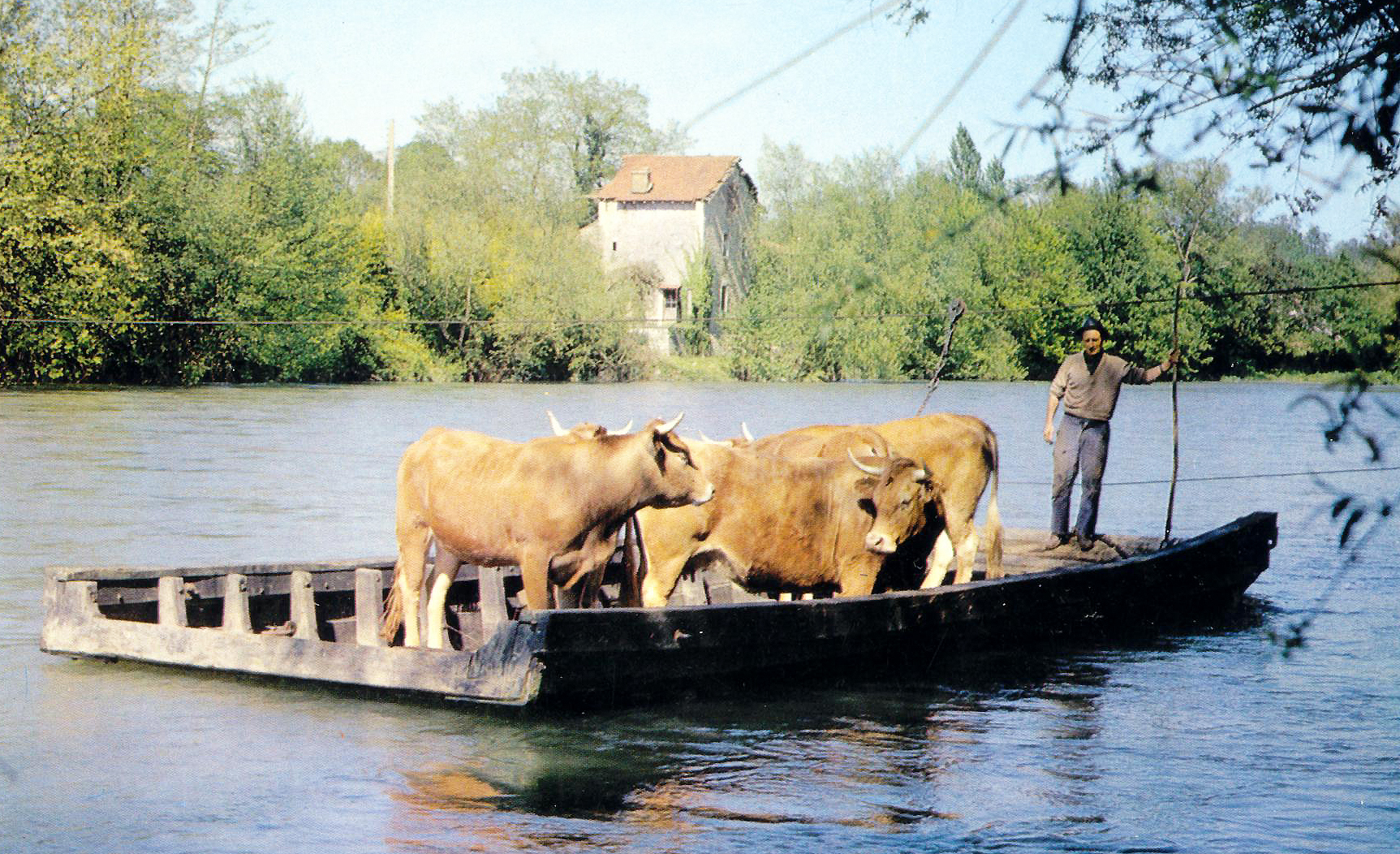
Le bac de Saint-Cricq-du-Gave en pays d'Orthe
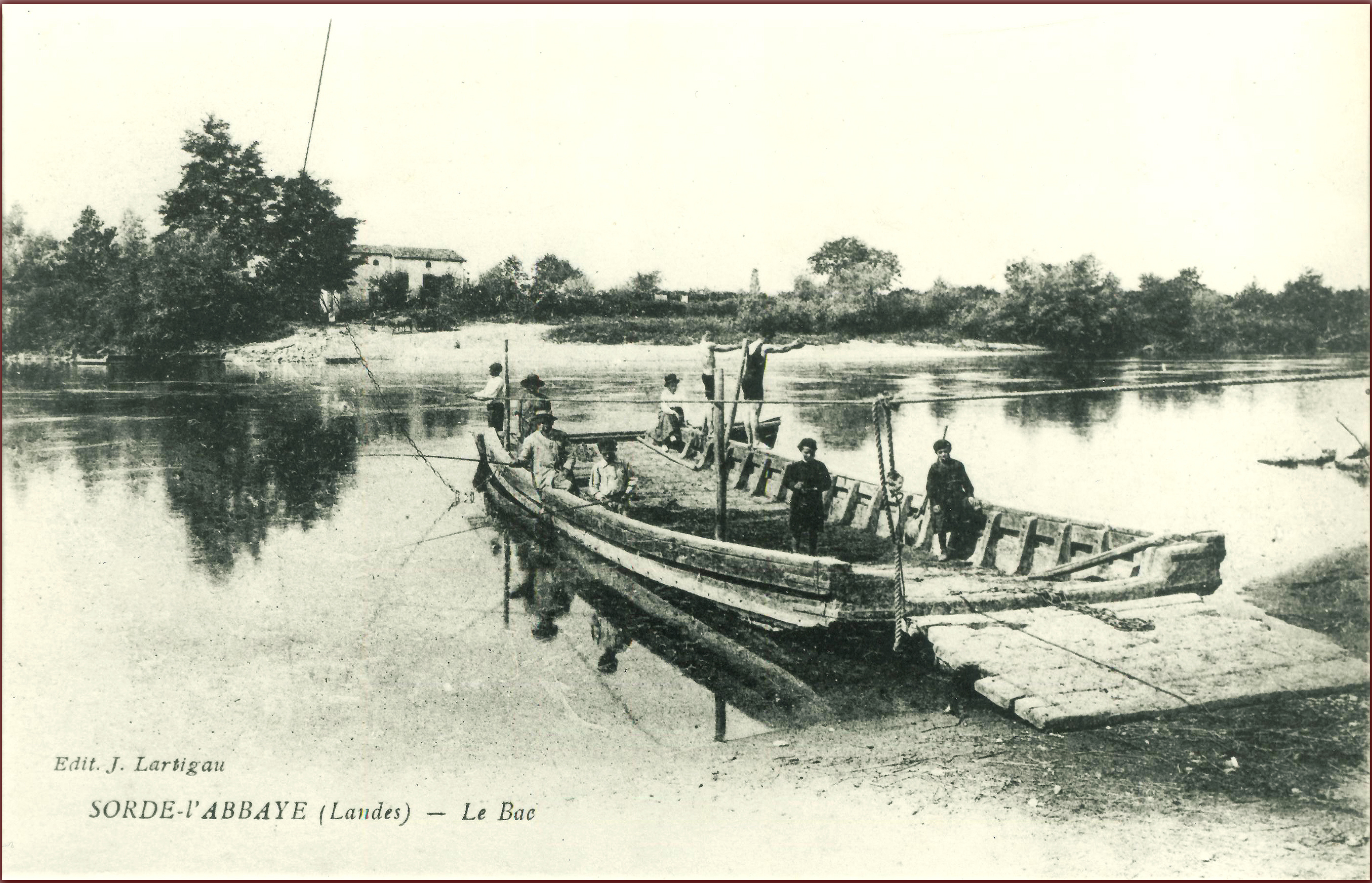
Le bac à Sorde-l'Abbaye, au début du XXe siècle, en pays d'Orthe
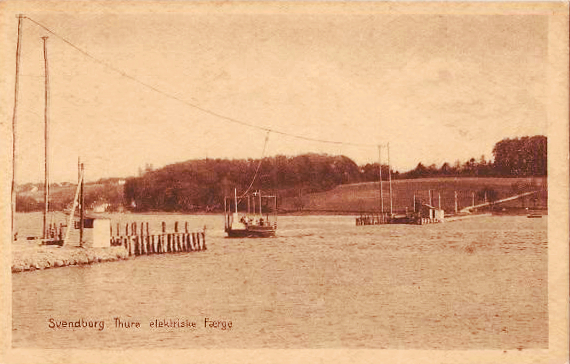
L'ancien bac à traction électrique de Thurø (Danemark).

## Passages d'eau

### France (par communes)
| rive droite              | rive gauche                   | cours d’eau |
| ------------------------ | ----------------------------- | ----------- |
| Angers                   | Île Saint-Aubin               | Mayenne     |
| Basse-Indre (Indre)      | Indret (Indre)                | Loire       |
| Blaye                    | Lamarque                      | Gironde     |
| Couëron                  | Le Pellerin                   | Loire       |
| Chaniers                 | Courcoury                     | Charente    |
| Dieppedalle (Canteleu)   | Le Grand-Quevilly             | Seine       |
| Dompierre-sur-Charente   | Rouffiac                      | Charente    |
| Duclair                  | Berville-sur-Seine            | Seine       |
| Jumièges                 | Port-Jumièges (Heurteauville) | Seine       |
| Ménil                    | Daon                          | Mayenne     |
| Le Mesnil-sous-Jumièges  | Yville-sur-Seine              | Seine       |
| Port-Jérôme (Lillebonne) | Quillebeuf-sur-Seine          | Seine       |
| Royan                    | Le Verdon                     | Gironde     |
| Sahurs                   | La Bouille                    | Seine       |
| Saintes-Maries-de-la-Mer | Saintes-Maries-de-la-Mer      | Petit Rhône |
| Salin-de-Giraud (Arles)  | Port-Saint-Louis-du-Rhône     | Grand Rhône |
| Val-de-la-Haye           | Petit-Couronne                | Seine       |
| Yainville                | Heurteauville                 | Seine       |

### France (par fleuves)

#### Charente

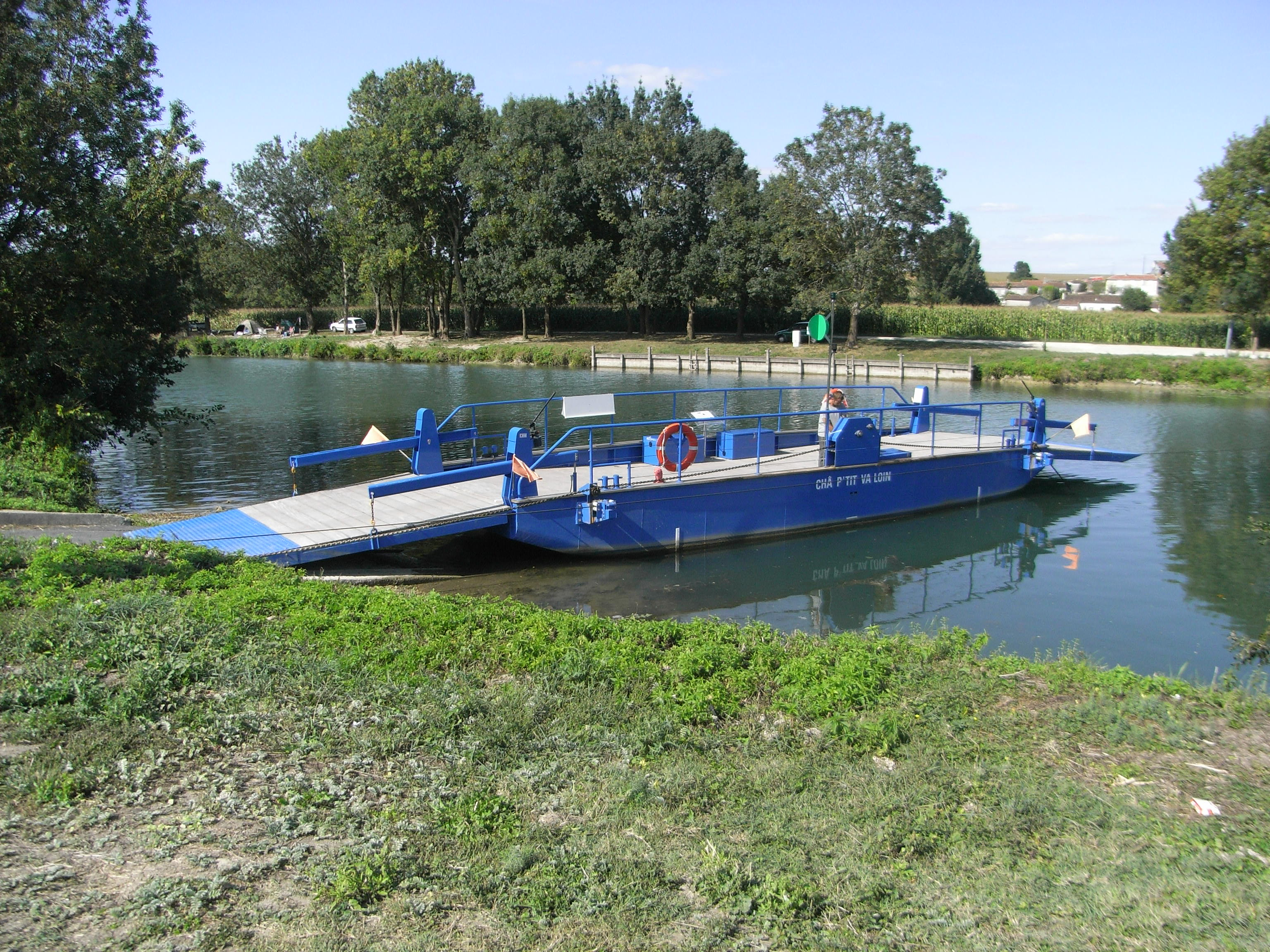
Bac à chaîne manuel.

| nom               | rive droite            | rive gauche | type                                               |
| ----------------- | ---------------------- | ----------- | -------------------------------------------------- |
|                   | Chaniers               | Courcoury   | Bac à chaîne motorisé                              |
| Châ p'tit va loin | Dompierre-sur-Charente | Rouffiac    | Bac à chaîne manuel (dernier de ce type en France) |

#### Gironde
| rive droite | rive gauche |
| ----------- | ----------- |
| Royan       | Le Verdon   |
| Blaye       | Lamarque    |

#### Loire
| nom         | rive droite         | rive gauche    |
| ----------- | ------------------- | -------------- |
| Lola        | Basse-Indre (Indre) | Indret (Indre) |
| L'île Dumet | Couëron             | Le Pellerin    |

#### Rhin
| nom      | rive droite                      | rive gauche |
| -------- | -------------------------------- | ----------- |
| Rhenanus | Kappel-Grafenhausen (Allemagne)  | Rhinau      |
| Drusus   | Greffern (Allemagne)             | Drusenheim  |
| Saletio  | Plittersdorf-Rastatt (Allemagne) | Seltz       |

#### Rhône
| nom             | rive droite              | rive gauche               |
| --------------- | ------------------------ | ------------------------- |
| Bac de Barcarin | Salin-de-Giraud (Arles)  | Port-Saint-Louis-du-Rhône |
| Bac du Sauvage  | Saintes-Maries-de-la-Mer | Saintes-Maries-de-la-Mer  |

#### Seine
| rive droite              | rive gauche                   |
| ------------------------ | ----------------------------- |
| Dieppedalle (Canteleu)   | Le Grand-Quevilly             |
| Duclair                  | Berville-sur-Seine            |
| Jumièges                 | Port-Jumièges (Heurteauville) |
| Le Mesnil-sous-Jumièges  | Yville-sur-Seine              |
| Port-Jérôme (Lillebonne) | Quillebeuf-sur-Seine          |
| Sahurs                   | La Bouille                    |
| Val-de-la-Haye           | Petit-Couronne                |
| Yainville                | Heurteauville                 |

### Québec, Canada
Au Québec et dans la francophonie canadienne, on utilise le mot « traversier » indépendamment si l'embarcation est petite à fond plat ou très grande, celle qu'on appelle "ferry" en France.
| Cours d'eau           | Rive droite                          | Rive gauche                                           | Type de service               |
| --------------------- | ------------------------------------ | ----------------------------------------------------- | ----------------------------- |
| Fleuve St-Laurent     | Sorel-Tracy Lévis L’Isle-aux-Coudres | Saint-Ignace-de-Loyola Québec Saint-Joseph-de-la-Rive | Permanent / 12 mois par année |
| Rivière Saguenay      | Baie-Sainte-Catherine                | Tadoussac                                             | Permanent / 12 mois par année |
| Rivière des Outaouais | Cumberland (Ontario)                 | Masson-Angers (Québec)                                | Permanent / 12 mois par année |
| Rivière des Outaouais | Clarence-Rockland (Ontario)          | Thurso (Québec)                                       | Saisonnier                    |
| Rivière des Outaouais | Carillon                             | Pointe-Fortune                                        | Saisonnier                    |
| Rivière Richelieu     | Saint-Ours                           | Saint-Roch-de-Richelieu                               | Permanent / 12 mois par année |
| Golfe du St-Laurent   | Île d'Entrée                         | Cap-aux-Meules                                        | Permanent / 12 mois par année |

### Suisse

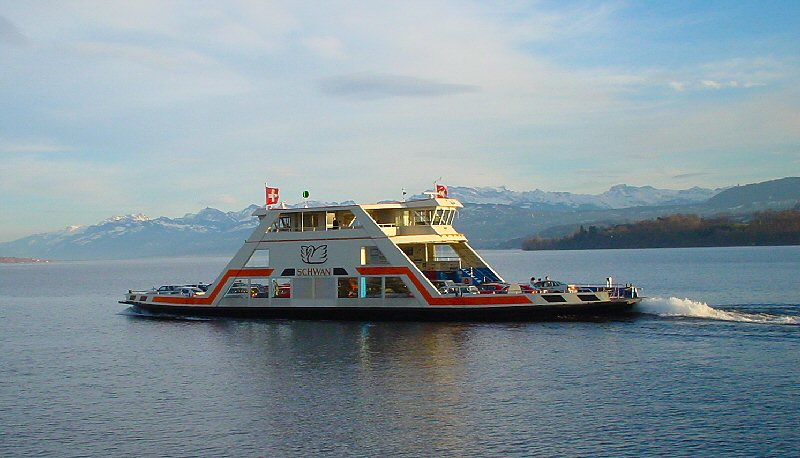
Schwan sur le lac de Zurich.

| Cours d'eau            | Nom                                  | Rive droite                 | Rive gauche            | Type de service               |
| ---------------------- | ------------------------------------ | --------------------------- | ---------------------- | ----------------------------- |
| Lac de Constance       | Fährlinie Friedrichshafen–Romanshorn | Friedrichshafen (Allemagne) | Romanshorn (Thurgovie) | Permanent / 12 mois par année |
| Lac des Quatre-Cantons | Auto-Fähre Vierwaldstättersee        | Gersau                      | Beckenried             | Saison touristique            |
| Lac de Zurich          | Zürichsee-Fähre Horgen-Meilen        | Meilen                      | Horgen                 | Permanent / 12 mois par année |

### Italie

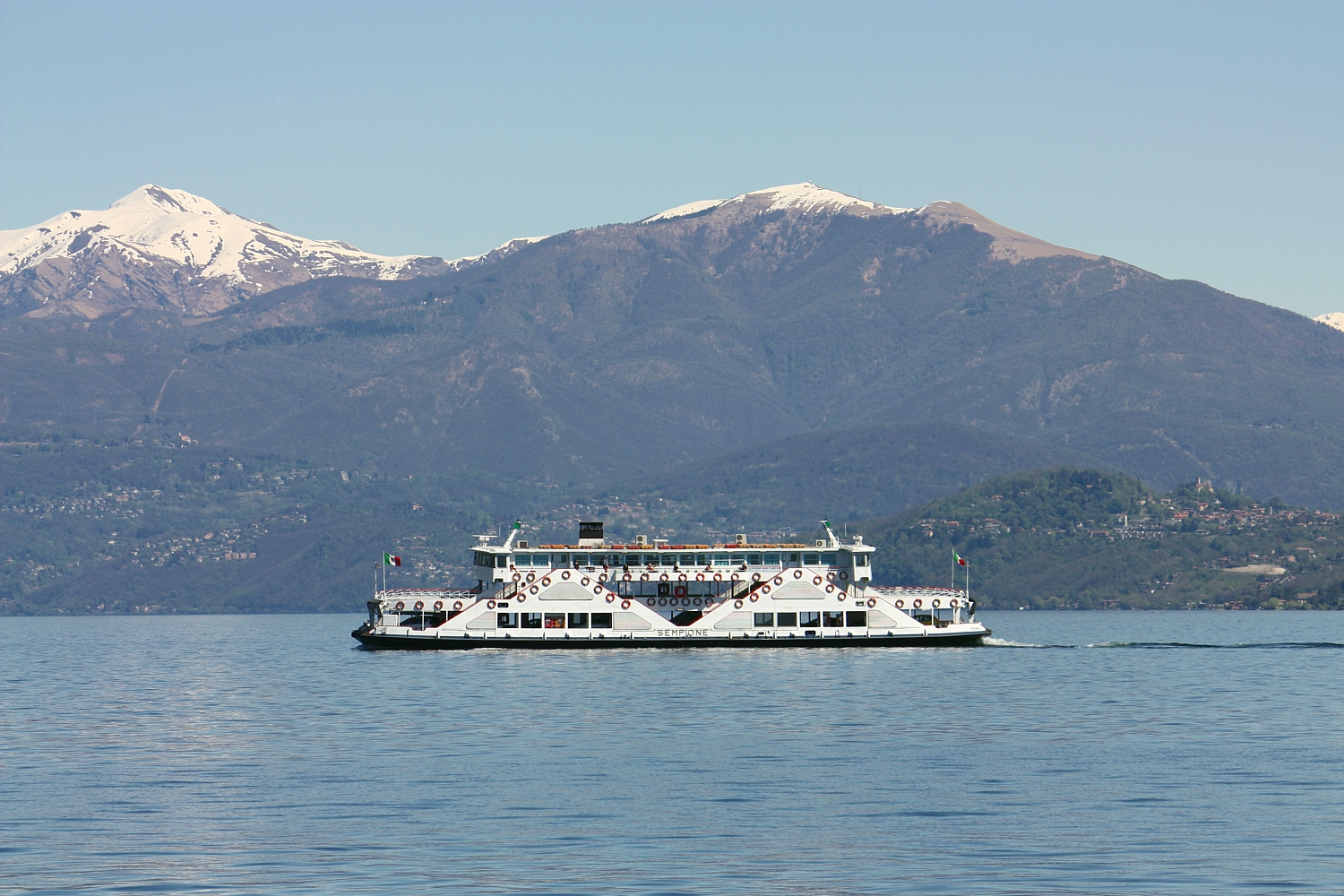
Sempione sur le lac Majeur.

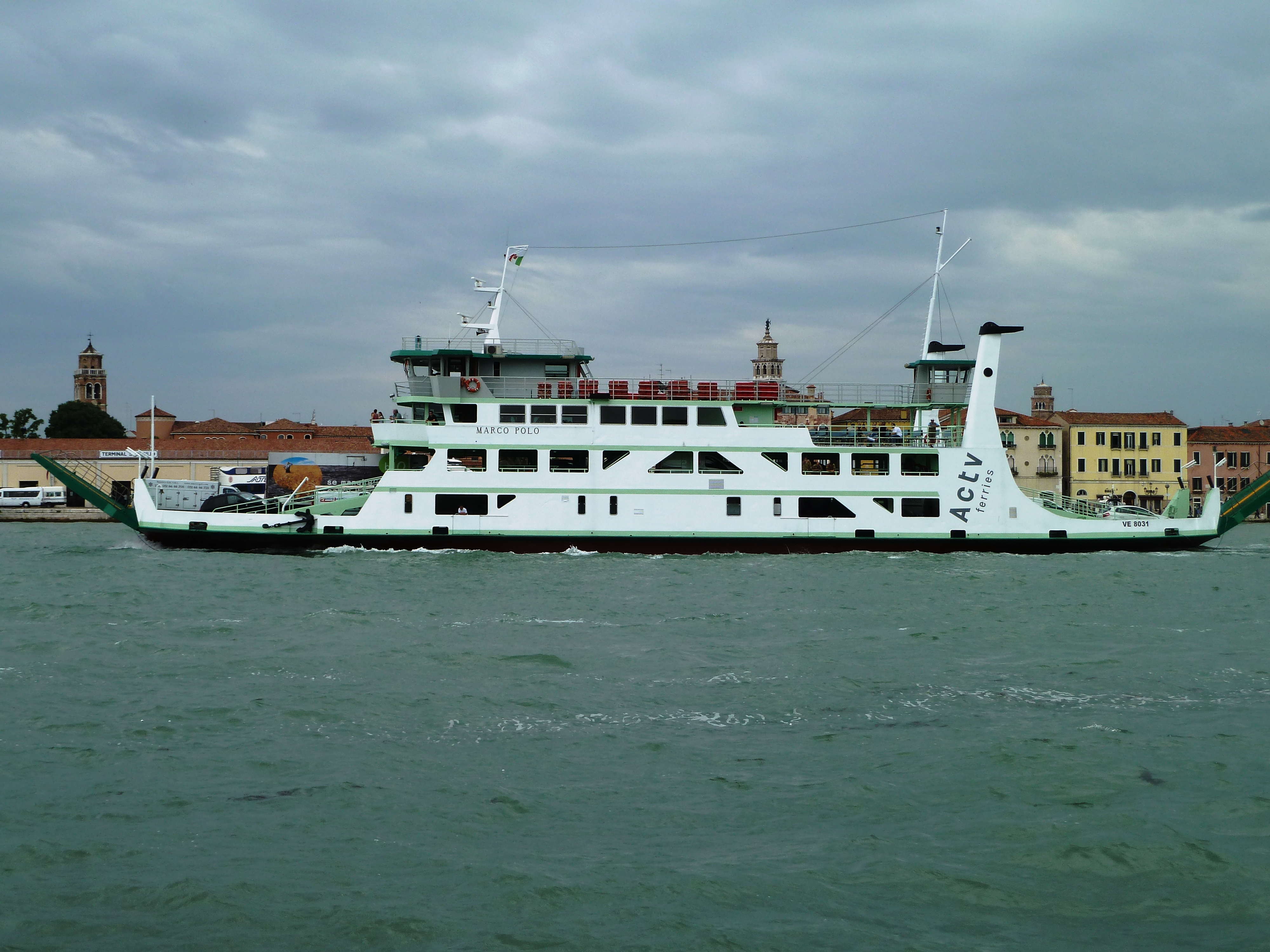
le bac Marco Polo sur le canal de la Giudecca.

| Cours d'eau      | Nom                                    | Rive droite            | Rive centrale | Rive gauche      | Type de service               |
| ---------------- | -------------------------------------- | ---------------------- | ------------- | ---------------- | ----------------------------- |
| Lac Majeur       | Traghetto veicoli Intra–Laveno         | Intra                  |               | Laveno           | Permanent / 12 mois par année |
| Lac de Côme      | Autotraghetto Lago di Como             | Menaggio et Cadenabbia | Bellagio      | Varenna          | Permanent / 12 mois par année |
| Lac de Garde     | Traghetto autoveicoli Limone–Malcesine | Limone sul Garda       |               | Malcesine        | Permanent / 12 mois par année |
| Lac de Garde     | Traghetto autoveicoli Maderno–Torri    | Toscolano-Maderno      |               | Torri del Benaco | Permanent / 12 mois par année |
| Lagune de Venise | Azienda Consorzio Trasporti Veneziano  | Tronchetto             |               | Giudecca         | Permanent / 12 mois par année |

### Côte d'Ivoire
Le bac d'Eloka est surtout connu pour son rôle important dans le droit français. En effet, la jurisprudence du Tribunal des Conflits du 22 janvier 1921 « Société commerciale de l’Ouest africain » , plus connue sous le nom de « bac d’Eloka », a admis qu’un service public pouvait être soumis au droit privé et relever de la juridiction judiciaire dès lors que, moyennant rémunération, la personne publique « exploite un service de transport dans les mêmes conditions qu’un industriel ordinaire ». Ainsi, était née la notion de service public à caractère industriel et commercial. (Voir Conseil d'État de la France).

### Tunisie

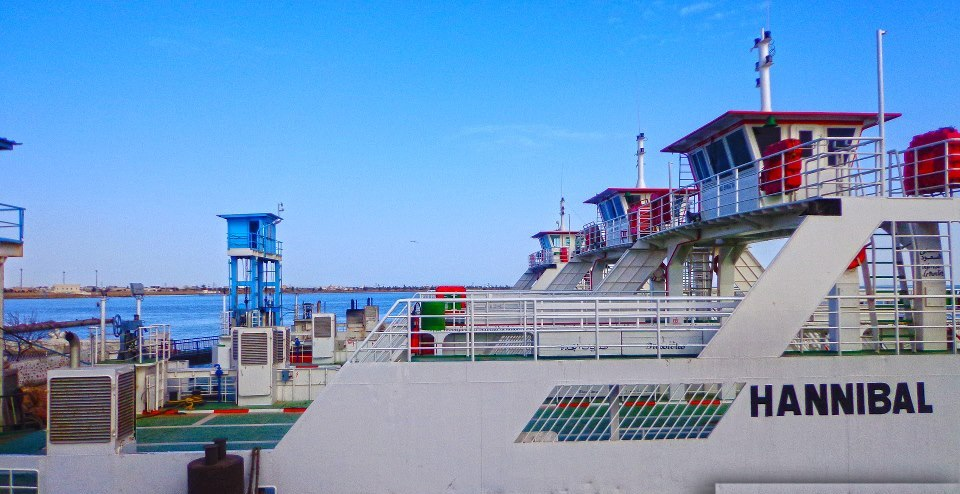
Bacs de Djerba.

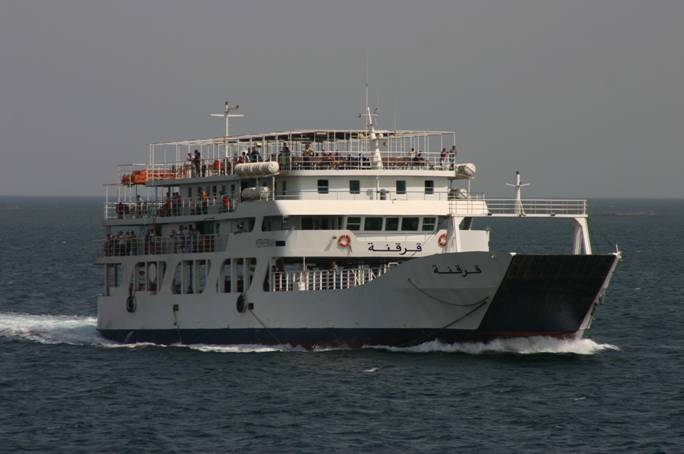
Bacs de Kerkennah.

| Cours d'eau                                              | Rive droite          | Rive gauche | Type de service                           |
| -------------------------------------------------------- | -------------------- | ----------- | ----------------------------------------- |
| Canal d'Ajim, entre Golfe de Gabès et Golfe de Boughrara | Ajim (Ile de Djerba) | Jorf        | Permanent (5 bacs)                        |
| Golfe de Gabès                                           | Kerkennah            | Sfax        | Permanent (6 bacs de la société Sonotrak) |

#### Anciens bacs

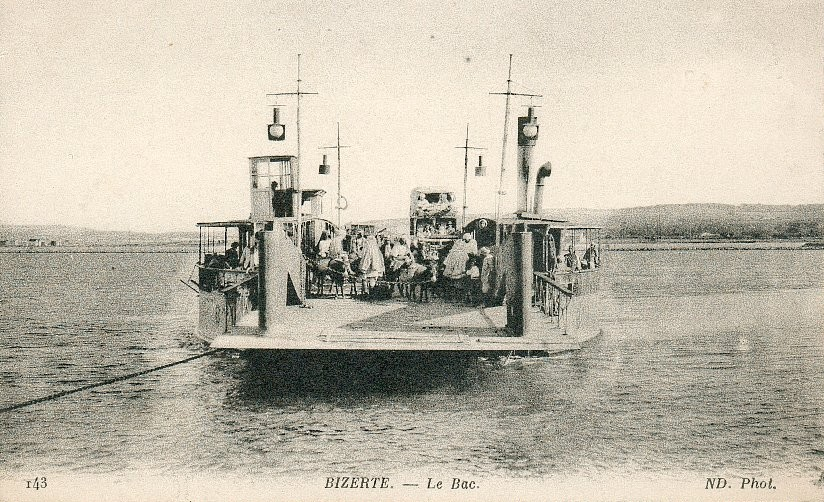
Ancien bac de Bizerte.

| Cours d'eau    | Rive droite | Rive gauche | Type de service |
| -------------- | ----------- | ----------- | --------------- |
| Lac de Bizerte | Zarzouna    | Bizerte     | Permanent       |